# Iuwelot
Iuwelot war ein Sohn von Osorkon I. und um 894 bis 884 v. Chr. 22. Dynastie (Dritte Zwischenzeit) „Hohepriester des Amun“ in Theben. Er war der jüngere Bruder von Scheschonq II., der sein Vorgänger in diesem Amt war. Sein Nachfolger wurde sein Bruder Smendes III.
Iuwelot wird im 10. Regierungsjahr seines Vaters als Jugendlicher bezeichnet und auf einer Statue seines Schwiegersohnes Pedimut II. erwähnt, die im Tempel von Karnak gefunden wurde und sich heute im ägyptischen Museum von Kairo befindet. Weiteren Erwähnungen zufolge besaß er Land in Theben-West.